# Yoshinaga Hiroshi
Yoshinaga Hiroshi (sinh ngày 14 tháng 10 năm 1996) là một cầu thủ bóng đá người Nhật Bản.

## Sự nghiệp câu lạc bộ
Yoshinaga Hiroshi hiện đang chơi cho Fukushima United FC.